# Pilea pachycephala
Pilea pachycephala är en nässelväxtart som beskrevs av Ignatz Urban. Pilea pachycephala ingår i släktet pileor, och familjen nässelväxter. Inga underarter finns listade i Catalogue of Life.